# Fiat 2000
Il Fiat 2000 Mod. 17 era un carro armato pesante costruito in Italia e adottato dal Regio Esercito durante la prima guerra mondiale. Fu progettato dalla FIAT nel 1917 e venne prodotto in due soli esemplari, uno nel 1917 e uno nel 1918.
Fu il primo carro armato progettato e realizzato in Italia, e causa della sua corazzatura, la più spessa tra i carri coevi, con le sue 40 tonnellate fu il mezzo più pesante prodotto durante il primo conflitto mondiale, eccezione fatta per il mai ultimato tedesco K-Wagen da 120 tonnellate. Oltre che per il peso, si distingueva per alcune innovative soluzioni, come la torretta completamente girevole (presente anche sul carro francese Renault FT) armata di cannone ed il vano motore separato dal vano equipaggio.

## Storia

Il primo prototipo: la parte meccanica è già quella definitiva. Notare invece la torretta tronco-conica, le ampie aperture non protette e le feritoie circolari per le mitragliatrici.

La FIAT iniziò ad occuparsi del nuovo mezzo da combattimento nel 1916 dietro ordine dei vertici militari, che ne avevano definita approssimativamente la tecnica, attraverso alcune foto e un articolo giornalistico sul prototipo di carro d'assalto inglese Little Willie. Il progetto, che doveva essere realizzato nel più breve tempo possibile, venne affidato al pragmatico Carlo Cavalli e al fantasioso Giulio Cesare Cappa.
Il prototipo viene presentato alle autorità militari il 21 giugno 1917: la meccanica era quella definitiva, mentre la corazzatura e l'armamento vennero sviluppate nei mesi successivi, contestualmente ad una serie di prove sul campo nei pressi di Torino. Questo primo prototipo era dotato di cannone in torretta troncoconica a cielo aperto e di quattro mitragliatrici in caccia, tre su ogni fiancata ma nessuna in ritirata; inoltre era munito di grandi feritoie non scudate. A causa delle numerose armi installate venne prevista una grossa ventola per l'aspirazione dei gas di sparo, che avrebbero altrimenti intossicato l'equipaggio. Successivamente questa configurazione venne migliorata con una distribuzione più razionale (e definitiva) delle mitragliatrici e con lo spostamento dello sportello d'accesso dal lato sinistro a quello destro.
Nel 1918 venne realizzato il secondo carro. La fine della prima guerra mondiale fece scemare l'interesse per i mezzi corazzati e causò il rallentamento del progetto. Lo stesso anno i due carri furono riuniti nella 1ª Batteria autonoma carri d'assalto di Torino, composta da due sezioni dotate ciascuna di un carro Fiat 2000 e di tre carri Renault FT. Nel febbraio 1919 la batteria venne inviata in Libia per operare nell'ambito delle attività di contrasto alla guerriglia. L'unità prese parte ad operazioni nella zona di Misurata con un solo carro, mentre l'altro esemplare rimaneva a Roma per esperienze. Lo stesso anno, alla fine del ciclo operativo, la batteria rientrò in patria, ma il Fiat 2000 venne lasciato a Tripoli, presso la locale Sezione staccata d'artiglieria. Nel teatro coloniale, caratterizzato dalle lunghissime distanze del deserto, il carro si rivelò troppo lento per poter efficacemente contrastare le scorrerie dei guerriglieri di Omar al-Mukhtar. Con il carro rimasto in patria la batteria, il 1º aprile 1919, diede una spettacolare dimostrazione di fronte al Re.
Tuttavia le esperienze acquisite con il mezzo portarono alla conclusione che questo modello di carro, troppo ingombrante e lento, seppure dotato di meccanica affidabile, non si adattava ai terreni montani tipici dei possibili fronti italiani. Il carrismo italiano si orientò quindi verso i più piccoli e maneggevoli Fiat 3000.
Del Fiat 2000 di Tripoli si persero le tracce, mentre l'esemplare rimasto presso l'8º Reggimento artiglieria pesante di Roma nel 1924 fu trasferito al neonato Reparto Carri Armati del colonnello Enrico Maltese a Pietralata prima e presso il forte Tiburtina poi. Il 3 settembre 1934 venne esibito, in occasione del Campo Dux ai Parioli, in livrea grigioverde con le due mitragliatrici anteriori sostituite da cannoni Vickers-Terni 37/40. L'ultima notizia relativa all'esistenza di un carro Fiat 2000 è del 1936 quando risulta che nella caserma "Corrado Mazzoni" (Bologna), sede del 3º Reggimento fanteria corazzato, fosse utilizzato come monumento.

## Tecnica

Fiat 2000 in un'azione dimostrativa

Lo scafo era costituito da una grande casamatta di corazze imbullonate leggermente inclinate, spesse 20 mm ai lati e 15 superiormente e sul fondo dello scafo. L'interno era diviso in due ambienti: motore, trasmissione, frizioni e tutte le componenti meccaniche sono contenute in un vano motore inferiore; sopra a questo c'era il vano di combattimento, cui si accede tramite uno sportello corazzato sul lato destro.
L'armamento primario era costituito da un cannone d'accompagnamento da 65/17 Mod. 1908/1913 opportunamente modificato. Esso era installato in una torretta emisferica, formata da quattro spicchi di lamiera ed un cupolino con gancio di sollevamento, imbullonati tra di loro; essa presentava una feritoia verticale per il cannone e per il corrispondente settore semicircolare di scudatura solidale con l'affusto e, sulla sinistra, un'apertura per il sistema di puntamento; la torretta brandeggiava su 360°, mentre l'ampio settore di tiro in elevazione, da -10° a +75°, permetteva di usare il pezzo anche per il tiro curvo come un obice.

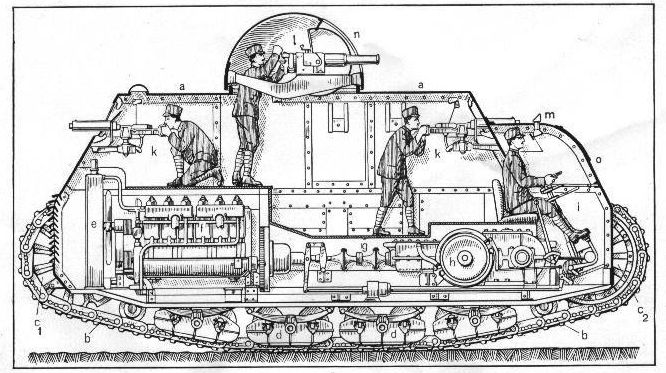
Sezione: ben evidente la separazione tra il vano motore e il vano di combattimento e la disposizione di armi e personale

L'armamento secondario era costituito da ben sette mitragliatrici Fiat-Revelli Mod. 1914 calibro 6,5 mm raffreddate ad acqua, poste su sostegni muniti di scudatura semicircolare che si adattava alla casamatta ai vari angoli di brandeggio. Esse erano disposte ai quattro angoli della casamatta (con 110° circa di brandeggio ciascuna), due centralmente sulle due fiancate ed una posteriormente, in fuga. In questo modo ogni settore era coperto contemporaneamente da almeno due mitragliatrici, che però, a causa dell'inclinazione delle corazze e dell'altezza della casamatta, lasciavano in basso, intorno alla base del carro, un pericoloso angolo morto.
L'equipaggio di 10 militari prendeva posto nel vano di combattimento; la casamatta presentava anteriormente una cabina corazzata sporgente per il pilota, con ampia apertura anteriore munita di sportello corazzato e di due feritoie chiudibili, una per lato; per la guida a sportelli chiusi il pilota disponeva di un periscopio. I sette mitraglieri disponevano, oltre che delle aperture delle rispettive armi, anche di 8 feritoie con sportello: tre su ognuno dei due lati e due nella parte posteriore. Il cannoniere ed il servente prendevano posto ovviamente in torretta.

Vista da 3/4 posteriore del carro; notare la prima colorazione in tre toni.

Il motore a benzina, di origine aeronautica, era un Fiat A12 da 21 200 cm³ a 6 cilindri verticali in linea posizionato nella parte posteriore del vano motore. Esso erogava 250 hp a 1 400 giri/min, sufficienti a spingere l'enorme mole del carro alla velocità massima di 7,5 km/h. Il raffreddamento è ad acqua, con un grande radiatore posteriore protetto da una griglia. Nonostante un serbatoio da 600 litri, l'autonomia era limitata a 75 km. Il motore comandava, tramite la frizione principale, il cambio a 4 marce e 2 retro con riduttore, posizionato sotto alla postazione del pilota, che trasmette il moto all'asse sul quale insistono le due frizioni di sterzo (accoppiate con i tamburi dei freni); queste comandavano i pignoni collegati da catene alle due ruote motrici anteriori. L'impianto elettrico comprendeva due dinamo ed il motorino d'avviamento.
Il treno di rotolamento si discostava dal cingolo avvolgente dei tanks inglesi ed era decisamente superiore a quelli, troppo corti, dei Schneider CA1 e Saint-Chamond francesi. Esso era completamente protetto dalle gonne laterali corazzate, come sul A7V tedesco, ma a differenza di questo la protezione non ne comprometteva la mobilità. Esso permetteva il superamento di una trincea di 3,5 metri, un gradino di 1 metro e una pendenza di 40°; inoltre consentiva il guado fino a 1 m d'acqua. I cingoli erano costituiti da piastroni di acciaio nervati larghi solo 45 cm, il che comportava una eccessiva pressione specifica. Le sospensioni a balestre poggiavano su quattro carrelli oscillanti per lato, ognuno munito di due rulli, ai quali si aggiungevano i due rulli fissi alle estremità, per un totale di 10 rulli per lato.

## Replica
Nel marzo 2017 si costituì un comitato formato da tre associazioni allo scopo di promuovere la costruzione di una replica in scala e peso esatti e marciante del Fiat 2000. Dal giugno 2017 all'ottobre 2018 gli sforzi si sono concentrati nel reperimento della documentazione tecnica necessaria a ridisegnare il piano di costruzione integrale del veicolo integrando la lacunosità del materiale originario conservato in Italia, ma ancora esistente all'estero; il 15 novembre 2018, conclusa la parte progettuale, la costruzione del carro ha avuto inizio a Montecchio Maggiore a cura dell'Associazione Nazionale Carristi d'Italia e dell'Associazione "Cultori della Storia delle Forze Armate", insieme all'Associazione culturale "Raggruppamento SPA". La costruzione della replica è stata ultimata nel novembre 2020 e la replica esatta del Fiat 2000 è ora visitabile presso il memoriale dei carristi allestito nell'ambito del Museo delle Forze Armate 1914-1945 di Montecchio Maggiore

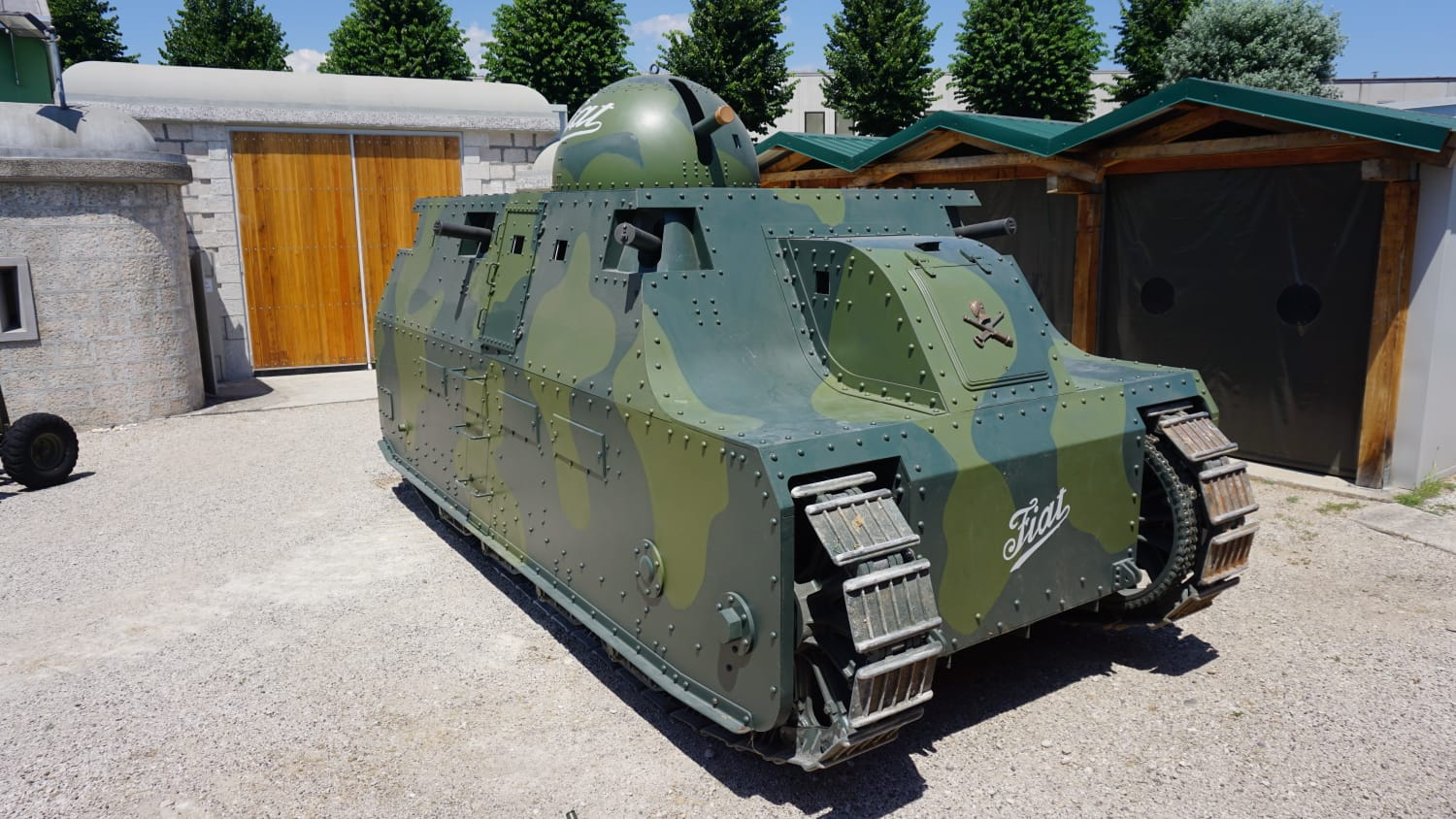
La replica del Fiat 2000 al Museo storico di Montecchio Maggiore